# Arabis
Arabis es un género de plantas fanerógamas de la familia Brassicaceae, subfamilia Brassicoideae. Comprende 803 especies descritas y de estas, solo 105 aceptadas.

## Taxonomía

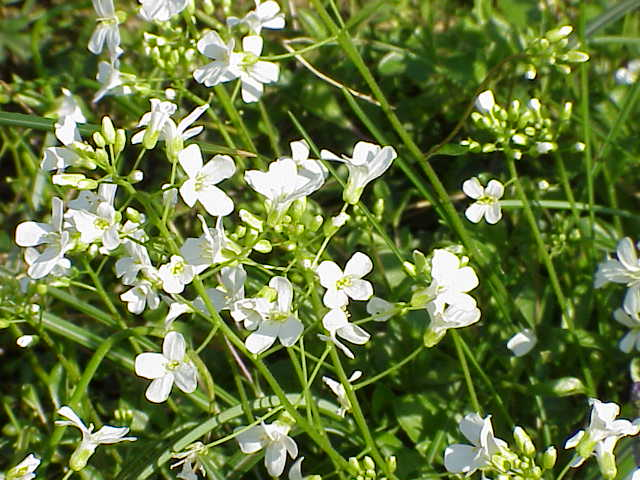
Arabis procurrens.

Aunque tradicionalmente era un gran género con viejos y nuevos miembros, evaluaciones genéticas recientes han demostrado que hay dos grupos dentro del género Arabis. Estos dos grupos no tienen gran semejanza entre ellos, así que han sido divididos en dos géneros separados. Los viejos miembros pertenecen a Arabis, mientras que los nuevos miembros han sido trasladados a Boechera, con unos pocos que permanecen en Arabis.

## Descripción
Las especies son herbáceas anuales o perennes que alcanzan 10-80 cm de altura, usualmente con denso follaje y hojas simples, enteras o lobuladas de 1-6 cm de longitud, con pequeñas flores blancas de cuatro pétalos. El fruto es una gran cápsula 10-20 semillas. 
La especie A. alpina, es cultivada como planta ornamental en jardines.

## Taxonomía
El género fue descrito por Carlos Linneo y publicado en Species Plantarum 2: 664–666. 1753. La especie tipo es: Arabis alpina L. 
Etimología
Arabis: nombre genérico que deriva de la palabra griega  usada para "mostaza" o "berro", y la palabra griega para Arabia, quizás refiriéndose a la capacidad de estas plantas para crecer en suelos rocosos o arenosos.

## Especies seleccionadas
Algunas son solo sinónimos de otras
| - Arabis aculeolata - Arabis alaschanica - Arabis alpina - Arabis amplexicaulis - Arabis auriculata - Arabis axilliflora - Arabis bijuga - Arabis blepharophylla - Arabis breweri - Arabis brownii - Arabis canadensis - Arabis cobrensis - Arabis constancei - Arabis dispar - Arabis drummondii - Arabis ferdinandi-coburgii | - Arabis glabra - Arabis hirsuta - Arabis hoffmanii - Arabis holboellii - Arabis inyoensis - Arabis johnstonii - Arabis kennedyae - Arabis kokonica - Arabis lemmonii - Arabis lyallii - Arabis macdonaldiana - Arabis modesta - Arabis paniculata - Arabis parishii - Arabis pauciflora - Arabis pendula - Arabis pinzliae - Arabis planisiliqua | - Arabis platysperma - Arabis procurrens - Arabis pterosperma - Arabis puberula - Arabis pulchra - Arabis pygmaea - Arabis recta - Arabis repanda - Arabis rollei - Arabis scabra - Arabis serrata - Arabis shockleyi - Arabis subpinnatifida - Arabis suffrutescens - Arabis tibetica - Arabis tiehmii - Arabis turrita |